# Miriam Yalan-Shteklis
Miriam Yalan-Shteklis (también Miriam Yalan-Stekelis ) (en hebreo: מרים ילן-שטקליס‎); (Potoki, Imperio Ruso, 21 de septiembre de 1900 - Haifa, Israel, 9 de mayo de 1984) fue una escritora y poeta israelí famosa por sus libros para niños. Su apellido, Yalan, era un acrónimo basado en el nombre de su padre, Yehuda Leib Nissan.

## Biografía
Miriam Wilensky (más tarde Yalan-Shteklis) nació en la ciudad de Potoki, cerca de Kremenchuk en el Imperio Ruso (actualmente Ucrania). Era hija de Hoda (Hadassah) y Yehuda Leib Nissan Vilensky, un líder sionista descendiente de una larga línea de rabinos, que aprendió hebreo desde niña.
Después de la fallida Revolución Rusa de 1905, la familia se mudó de un lugar a otro: Berlín, Minsk, Petrogrado y finalmente Járkov. En 1912, cuando tenía 12 años, su hermano Mulya (Shmuel) fue enviado a Eretz Israel bajo dominio otomana para estudiar en la escuela secundaria hebrea de Herzliya. Yalan-Shteklis asistió a la escuela secundaria en Minsk y Petrogrado, y estudió psicología y ciencias sociales en la Universidad de Járkov También realizó estudios judaicos en la Hochschule für die Wissenschaft des Judentums de Berlín.
En 1920 emigró a Eretz Israel y se instaló en el barrio de Rehavia en Jerusalén. En 1928, se fue a París para estudiar biblioteconomía. A partir de 1929, se unió al personal de la Biblioteca de la Universidad Nacional Judía en la Universidad Hebrea de Jerusalén. Dirigió el departamento eslavo durante 30 años. En 1929, se casó con Moshe Stekelis, profesor de arqueología. Murió en Haifa el 9 de mayo de 1984, a la edad de 83 años.

## Carrera literaria
Yalan-Shteklis publicó su primer poema en hebreo en 1922. En 1933, se dedicó a escribir poemas y cuentos para niños y publicó su trabajo en el semanario infantil Davar Leyeladim . El dolor de perder a su madre a los 16 años impregna muchos de sus poemas.
No tuvo hijos propios, pero mostró un don inusual para escribir para los jóvenes y se convirtió en la principal poeta infantil de Israel. Decía que "los poemas emanan del alma que sufre y como los niños nacen en el sufrimiento". Ella desafió una de las convenciones centrales de la literatura infantil moderna: el "final feliz". Retrató a niños felices jugando, pero también su ira y dolor, a menudo señalando con un dedo acusador a los adultos. Un ejemplo es su famoso poema Levadi (Todo solo), escrito en 1957.
Además de poesía, Yalan-Shtelis tradujo literatura infantil al hebreo del ruso, inglés, alemán y holandés, así como obras de Samuel Marshak, Erich Kastner, Leo Tolstoy, PL Travers y otros.

## Temas literarios y estilo.
El trabajo de Yalan-Shteklis está impregnado de valores educativos positivos pero evita la trampa de la predicación didáctica. Incorporando la ideología sionista, pero también las tradiciones de la literatura rusa y europea, su trabajo es, sin embargo, original e israelí.
La poesía, ficción y traducciones de Yalan-Stekelis se recopilaron en tres volúmenes publicados entre 1957 y 1963, con ilustraciones de Zila Binder: Shir ha-Gedi (Canción del niño); Yesh Li Sod (Tengo un secreto); y BeJalomi (En mi sueño). Las obras se organizaron por niveles de edad, con un volumen separado para cada nivel. En 1986, esta colección se reimprimió en una edición especial de un solo volumen. El primer volumen contiene canciones y cuentos para preescolares y no lectores. Incluye canciones para jugar (una innovación en la poesía infantil hebrea), rimas para jugar con los dedos, canciones de cuna, poemas sobre la naturaleza, poemas destinados a inculcar buenos hábitos y poemas solo para divertirse y expresar emociones. El segundo volumen, para niños con habilidades de lectura, ofrece historias más largas que exploran las relaciones entre los niños y los padres, y entre los niños y su grupo de pares. El tercer volumen, para niños mayores, contiene poemas sionistas sobre la Tierra de Israel, el duelo y la pérdida de los padres en el Holocausto. Junto a poemas llenos de esperanza de paz y redención, hay poemas lírico-confesionales sobre los miedos y emociones de un niño que intenta aceptar su identidad y vivir en sociedad.

## Premios
- En 1956, Yalan-Shteklis recibió el Premio Israel de Literatura Infantil.[2] Era la primera vez que se incluía esta categoría. En su decisión, los jueces escribieron: "... Todo lo que escribió, lo escribió para niños, y todo lo que escribió no tenía ningún indicio de infantilización deliberada, sino más bien de una verdadera infancia, genuina y realista, que abarca la alegría y la inocencia, pero también la tristeza y las lágrimas. la sabiduría de la vida y los males de la vida, la desilusión y el consuelo. Sazonaba sus poemas para niños con todos los ingredientes clave que marcan la buena poesía infantil. Su obra posee un maravilloso sentido del mundo de los niños. El lenguaje que se basa en fuentes tanto antiguas como modernas, las habilidades poéticas admirables y la musicalidad perfecta son un fenómeno raro en cualquier nación e idioma, y no todas las literaturas son tan bendecidas" (Editorial, Davar li-Yeladim ).[1]
- En 1968, fue nombrada ciudadana honoraria de Jerusalén y recibió el premio Yakir Yerushalaim.[3]

## Colaboración musical
Muchos de sus poemas se pusieron música y se han convertido en clásicos de los niños israelíes. En 1975, los cantantes israelíes Shmulik Kraus y Josie Katz publicaron un álbum de canciones basadas en sus poemas.

## Trabajo publicado
- Hurry, Hurry Dwarfs!, 1939 [Atzu Ratzu Gamadim]
- Danny, 1943 [Danny]
- Rain, 1944 [Geshem]
- Tol-Tol and His Sand, 1944 [Tol-Tol Ba'al Ha-Hol]
- The Journey to the Maybe Island, 1944 [Ha-Masah La Ee Ulai]
- The Girl Millik and Aunt Phillik, 1945 [Ma'ase Ba-Yaldah Millik U Ba-Doda Phillik]
- Once There Was a Girl, 1946 [Ma'aseh Be-Yaldah]
- How Songs Come to the Heart, 1947 [Eich Ba'im Shirim Le-Lev Ha-Adam]
- The Story of a Curtain, París, 1952 [Ma'aseh Be-Parochet]
- Bimmi, 1953 [Bimmi]
- Birthday, Dvir, 1962 [Yom Huledet]
- Wheels, Hadar 1957 [Galgalim]
- Kid's Song, Dvir, 1958–63 [Shir Ha-Gdi]
- I Have a Secret, Dvir, 1958–63 [Yesh Li Sod]
- In My Dream, Dvir, 1958–63 [Be-Halomi]
- Lie?, Ekked, 1966 [Sheker?]
- Two Legends, Dvir, 1972 [Shtei Agadot]
- Brave Danny and Other Poems, 1975 [Danny Gibor Ve-Shirim Aherim]
- A Paper Bridge, 1978 [Gesher Shel Niyar]
- Life and Words, Kiryat Sefer, 1978 [Hayim Ve-Milim]
- The Soap Cried Loudly, [Hasabon Bakha Me'od]

### Traducido
- Poemas seleccionados

Francés: Jerusalén, Departamento de la Jeunesse du Keren Hayesod, 1946 Ruso: Tel Aviv, Am Oved, 1966
- Un puente de papel

Español: Jerusalén, Miriam Yalan-Shteklis & Esther Solay-Levy, 1978
- El viaje a la isla quizás